# Personaggi de Il trenino Thomas
In questa voce vengono elencati tutti i personaggi della serie animata britannica Il trenino Thomas. I personaggi sono elencati in base al loro scartamento ferroviario.

## Locomotive a scartamento normale
- Thomas, la locomotiva a vapore blu di rodiggio 0-6-0 numero uno della North Western Railway. Inizialmente, lavorava come smistatore alla stazione di Knapford, ma dopo aver salvato James da un incidente, il capo della ferrovia Pallone Gonfiato lo ha ricompensato con un lavoro permanente sulla linea secondaria di Ffarquhar con le due carrozze Annie e Clarabel. È una locomotiva combinaguai, ma cerca di fare sempre del suo meglio. È basato su una locomotiva LB&SCR Classe E2[1]. È doppiato in Regno Unito da Ben Small (st.13-18), John Hasler (st.19-24). È doppiato in Italia da Marco Vivio.
- Edward, la locomotiva a vapore blu di rodiggio 4-4-0 numero due della North Western Railway. Lavora con BoCo sulla linea secondaria di Brendam, nota comunemente come la linea secondaria di Edward. È basato su una locomotiva Furness Railway Classe K2[2]. È una locomotiva saggia, ed è una delle locomotive più vecchie di Sodor[3]. È doppiato in Regno Unito da Keith Wickham. È doppiato in Italia da Luca Ferrante.
- Henry, la locomotiva a vapore verde di rodiggio 4-6-0 numero tre della North Western Railway. All'inizio aveva una caldaia piccola e per funzionare correttamente aveva bisogno di uno speciale carbone gallese. Dopo il suo incidente con l'Aringa Volante, viene ricostruito, dandogli una nuova forma e migliori prestazioni. È una locomotiva sensibile ed apprensiva[4]. È basato inizialmente su una locomotiva LNER Gresley Classi A1 e A3, e successivamente su una locomotiva LMS Stanier Classe 5[4]. È doppiato in Regno Unito da Keith Wickham. È doppiato in Italia da Ambrogio Colombo.
- Gordon, la locomotiva a vapore blu di rodiggio 4-6-2 numero quattro della North Western Railway. Il suo compito principale è tirare l'Espresso[5], ma occasionalmente deve lavorare con i carri, cosa che a lui non piace. È il fratello minore dello Scozzese Volante e il cugino di Spencer. Una volta ha trainato un treno speciale durante la visita dell'isola da parte della Regina[5]. È basato su una locomotiva LNER Gresley Classi A1 e A3. È doppiato in Regno Unito da Keith Wickham. È doppiato in Italia da Dario Oppido (st.12-20), Nicola Braile (st.22-24).
- James, la locomotiva a vapore rossa[6] di rodiggio 2-6-0 numero cinque della North Western Railway. Non si sa mai quale sia il lavoro adatto a lui[6], è vanitoso e si reputa sempre superiore rispetto agli altri. È basato su una locomotiva L&YR Classe 28, però è una versione sperimentale delle locomotive della sua classe, in quanto possiede un predellino esteso e un carrello Bissel. È doppiato in Regno Unito da Keith Wickham (st.13-21), Rob Rackstraw (st.22-24). È doppiato in Italia da Simone Crisari (st.12-Sodor e il tesoro dei pirati), Mimmo Strati (ep.da 18x20 a 18x26), Gianluca Crisafi (st.20-24).
- Percy, la locomotiva a vapore verde di rodiggio 0-4-0 numero sei della North Western Railway. È arrivato sull'isola quando le grandi locomotive scioperarono perché dovevano smistarsi le carrozze da sole, e prese il posto di Thomas come smistatore del materiale rotabile a Knapford. È anche la locomotiva che traina il treno postale[7]. È basato su una locomotiva GWR No. 1340 "Trojan". È doppiato in Regno Unito da Keith Wickham (st.13-18), Nigel Pilkington (st.19-24). È doppiato in Italia da Mattia Nissolino (st.12-16), Giacomo Doni (st.17-18), Chiara Oliviero (st.19-22), Lavinia Paladino (st.23-24)
- Toby, il tram a vapore marrone di rodiggio 0-6-0 numero sette della North Western Railway. Inizialmente, lavorava su una tranvia da Lower Arlesburgh e Arlesdale End, ma viene acquistato da Pallone Gonfiato quando a Thomas viene impedito di circolare sulla linea della miniera di Ffarquhar perché non possedeva un cacciapietre. La sua vecchia linea verrà poi riaperta dopo essere stata comprata dalla North Western Railway. Ha una carrozza gentile di nome Henrietta[8]. È basato su un tram GCR Classe 53. È doppiato in Regno Unito da Ben Small (st.13-18), Rob Rackstraw (st.19-24). È doppiato in Italia da Daniele Raffaeli (st.17-18), Sacha Pilara (st.19-24).
- Duck, la locomotiva a vapore verde di rodiggio 0-6-0 numero otto della North Western Railway. Il suo vero nome è Montague[9], ma è soprannominato Duck perché alcune locomotive dicevano che ondeggia come un'anatra, ma preferisce venire chiamato con il soprannome. Lavora sulla linea secondaria costiera con Oliver e Toad, e successivamente anche con tre carrozze autosganciabili della Great Western Railway. È basato su una locomotiva GWR Classe 5700[9]. È doppiato in Regno Unito da Steven Kynman. È doppiato in Italia da Raffaele Palmieri.
- Donald e Douglas, le due locomotive a vapore nere di rodiggio 0-6-0 rispettivamente numero nove e dieci della North Western Railway. Sono gemelli scozzesi, e Pallone Gonfiato aveva ordinato che venisse sull'isola solo Donald, ma con lui venne anche il suo gemello Douglas per paura che sulla Caledonian Railway lo potessero rottamare. Sono basati su delle locomotive Caledonian Railway Classi 812 e 652. Sono doppiati in Regno Unito da Joe Mills (Donald, solo st.19-20, Douglas), Rob Rackstraw (Donald, st.21-22). Sono doppiati in Italia da Nicola Braile (Donald).
- Oliver, la locomotiva a vapore verde di rodiggio 0-4-1 numero undici della North Western Railway. È stato salvato dalla rottamazione da Douglas, che l'ha portato sull'isola[10]. Dopo essere stato salvato, è andato a lavorare sulla linea costiera con Duck. Ha un vagone frenatore di nome Toad[10]. È basato su una locomotiva GWR Classe 1400. È doppiato in Regno Unito da Joe Mills. È doppiato in Italia da Nicola Braile.
- Emily, la locomotiva a vapore verde di rodiggio 4-2-2 numero dodici dell'isola di Sodor. All'inizio le locomotive la disprezzavano, ma hanno imparato a volerle bene. È simpatica, e possiede due carrozze personali. È basata su una locomotiva GNR "Stirling Single"[11]. È doppiata in Regno Unito da Teresa Gallagher. È doppiata in Italia da Chiara Gioncardi (st.12-17), Jessica Bologna (st.18), Deborah Ciccorelli (st.19-24).
- Nia, la locomotiva a vapore arancione di rodiggio 2-6-2 numero 18 della North Western Railway. È originaria del Kenya[12]. Spesso lavora sulla linea secondaria di Brendam, nella zona del parco degli animali. È basata su una locomotiva Kenya-Uganda Railway Classe ED1. È doppiata in Regno Unito da Yvonne Grundy. È doppiata in Italia da Clarissa Stefani.
- Rebecca, la locomotiva a vapore gialla di rodiggio 4-6-2 numero 22 della North Western Railway[13]. Lavora sulla linea principale, e traina treni passeggeri o merci. È basata su una locomotiva SR Classi West Country e Battle of Britain. È doppiata in Regno Unito da Rachael Miller. È doppiata in Italia da Alessandra Berardi.
- Bill e Ben, due locomotive a vapore gialle di rodiggio 0-4-0. Lavorano alla cava di caolino di Sodor o al porto di Brendam, dove si dedicano allo smistamento. Sono gemelli. Sono basati sulle locomotive Bagnall 0-4-0 "Alfred" e "Judy"[14][15]. Sono doppiati in Regno Unito da Jonathan Broadbent (st.17-20), Tim Whitnall (Bill, st.22), Rasmus Hardiker (Bill, st.22-24), Matt Wilkinson (Ben, st.22-24). Sono doppiati in Italia da Giacomo Doni (st.17-18), Alessandra Berardi (Bill, st.19-24), Chiara Oliviero (Ben, st.19-24).
- Diesel, la locomotiva diesel nera di rodiggio 0-6-0 dell'isola di Sodor. Viene dalla terraferma, ed è il primo diesel ad arrivare a Sodor. È malefico, odioso e scaltro, sempre pronto a causare guai[16]. È stato mandato via dall'isola un po' di volte, ma eventualmente diventò un membro fisso della North Western Railway. È basato su una locomotiva British Rail Classe 08. È doppiato in Regno Unito da Kerry Shale. È doppiato in Italia da Teo Bellia, Fabrizio Russotto (ep.da 18x20 a 18x26).
- Daisy, un'automotrice diesel verde dell'isola di Sodor. È arrivata sull'isola dopo che Thomas fece un incidente contro la casa del capostazione[17]. Trasporta passeggeri sulla linea secondaria di Harwick insieme a Ryan, che invece si dedica ai treni merci. È basata su un'automotrice British Rail Class 122. È doppiata in Regno Unito da Teresa Gallagher (st.19-20, 22), Tracy-Ann Oberman (st.21, 23-24). È doppiata in Italia da Milvia Bonacini (st.19), Mariangela d'Amora.
- BoCo, una locomotiva diesel verde dell'isola di Sodor. Solitamente lavora sulla linea secondaria di Edward, ma a volte lavora anche sulla linea principale. È basato su una locomotiva British Rail Classe 28.
- City of Truro, una famosa locomotiva a vapore di rodiggio 4-4-0 della Great Western Railway. Una volta, ha visitato l'isola di Sodor. Nella realtà, è la locomotiva GWR Classe 3700 No.3440 "City of Truro", che normalmente risiede allo Swindon Steam Railway Museum.
- Mavis, una locomotiva diesel nera dell'isola di Sodor. Lavora alla cava di Ffarquhar, principalmente smista vagoni, e precedentemente lavorava alla cava di ardesia. È una locomotiva a cui non piace che la gente le dia consigli[18]. È basata su una locomotiva British Rail Classe 04. È doppiata in Regno Unito da Teresa Gallagher.
- Scozzese Volante, una famosa locomotiva a vapore di rodiggio 4-6-2, o Pacific, della London & North Eastern Railway. È il fratello di Gordon[19]. È la locomotiva più famosa al mondo, ed è la prima locomotiva ad aver raggiunto una velocità superiore alle 100 miglia orarie[19], o circa 161 chilometri orari. Prende il nome da una relazione ferroviaria. Nella realtà, è la locomotiva LNER Classe A3 4472 "Flying Scotsman". È doppiato in Regno Unito da Rufus Jones. È doppiato in Italia da Carlo Petruccetti.
- Stepney, una locomotiva a vapore gialla di rodiggio 0-6-0 della Bluebell Railway. È stato salvato dalla rottamazione da Rusty[20], ed è spesso in visita sull'isola di Sodor. È basato su una locomotiva LB&SCR Classe A1.
- Class 40, un'automotrice diesel verde che venne prestata dalla British Railways alla North Western Railway per aiutare le altre locomotive. Ma in un'ispezione, risucchiò la bombetta dell'ispettore dalla presa d'aria, che guastò il suo motore. Perciò, venne mandato via. È basato su un'automotrice British Rail Classe 40.
- 'Arry e Bert, due locomotive diesel gialle e verdi che lavorano alla fonderia di Sodor[21]. Sono basati sulle locomotive British Rail Classe 08, come Diesel. Sono doppiati in Regno Unito da Kerry Shale (entrambi, st.14-15; Bert, st.16-21), William Hope ('Arry, st.16-21).
- Diesel 10, una malvagia locomotiva diesel gialla con una tenaglia meccanica[22] di nome Pinchy. Si diverte sempre a rubare e a causare guai nell'isola di Sodor. È basato su una locomotiva British Rail Classe 42. È doppiato in Regno Unito da Matt Wilkinson.
- Salty, una locomotiva diesel color cremisi di rodiggio 0-6-0 che lavora al porto di Brendam insieme a Porter. Ha un accento stereotipico da pirata e adora raccontare leggende e storie riguardo al mare e alla fantasia. È basato su una locomotiva British Rail Classe 07[23]. È doppiato in Regno Unito da Keith Wickham. È doppiato in Italia da Gaetano Lizzio.
- Harvey, la locomotiva a vapore rossa di rodiggio 0-4-0 numero ventisette dell'isola di Sodor. Ha una gru, che utilizza per salvare le locomotive o i carri dagli incidenti[24] o sollevare il vario materiale. È basato sulla locomotiva 4101 degli Shelton Iron & Steel Works, nello Staffordshire. È doppiato in Regno Unito da Keith Wickham. È doppiato in Italia da Daniele Raffaeli.
- Fergus, una piccola locomotiva a vapore blu di rodiggio 2-2-0 che lavora presso il cementificio di Sodor[25]. È basato sulla locomotiva Aveling & Porter 2-2-0WT "Blue Circle".
- Arthur, una locomotiva a vapore color marrone rossiccio di rodiggio 2-2-6 dell'isola di Sodor. Originaria della London, Midland and Scottish Railway, è stata comprata da Pallone Gonfiato e gestisce la linea del villaggio dei pescatori. Era fiero del suo record di non essersi mai sporcato, che però fu infranto quando si schiantò contro il treno merci di Duck. È basato su una locomotiva LMS Ivatt Classe 2-2-6-2T.
- Murdoch, una grande e forte locomotiva a vapore arancione di rodiggio 2-10-0, che traina treni merci lunghi e pesanti. È basato su una locomotiva British Railways Standard Class 9F.
- Spencer, la locomotiva a vapore argento di rodiggio 4-6-2 del duca e la duchessa di Boxford[26]. È l'arci-rivale di Gordon. È basato su una locomotiva LNER Classe A4. È doppiato in Regno Unito da Matt Wilkinson.
- Rosie, la locomotiva a vapore prima rosa poi rossa di rodiggio 0-3-0 numero trentasette della North Western Railway. All'inizio lavorava allo scalo merci di Knapford. Successivamente, è andata a lavorare alla stazione di Vicarstown come smistatrice. È doppiata in Regno Unito da Teresa Gallagher (st.13-16), Nicola Stapleton (st.21-23). È doppiata in Italia da Micaela Incitti (st.12-16), Perla Liberatori (st.22-23).
- Whiff, o Soffio nel doppiaggio italiano delle stagioni 13-16, la locomotiva a vapore verde di rodiggio 2-2-2, o Single, numero sessantasei della North Western Railway. Lavora alla discarica con Sciatto, e porta gli occhiali. È basato sulla locomotiva NER No.66 "Aerolite"[27]. È doppiato in Regno Unito da Keith Wickham.
- Stanley, una locomotiva a vapore argento che lavora come smistatore sulla North Western Railway. È arrivato sull'isola di Sodor dopo che Thomas riscoprì Grande Acquedotto[28]. È basato su una locomotiva Stewart & Lloyds 16" 0-6-0. È doppiato in Regno Unito da Matt Wilkinson. È doppiato in Italia da Daniele Raffaeli.
- Flora, un tram a vapore giallo che lavora sulla tranvia di Grande Acquedotto. Possiede un vagone personale. È basata sui tram a vapore della Moseley Road Tramway[29], a Birmingham, costruiti dalla Kitson and Company.
- Hiro, la locomotiva a vapore nera di rodiggio 2-8-2, o Mikado, numero cinquantuno dell'isola di Sodor. È una vecchia e forte locomotiva giapponese[30] ritrovata da Thomas in un binario di servizio abbandonato. È basato su una locomotiva JNR Classe D51. È doppiato in Regno Unito da Togo Igawa.
- Charlie, la locomotiva a vapore viola di rodiggio 0-6-0 numero quattordici della North Western Railway. È una locomotiva piccola e giocherellona[31], e lavora allo scalo di Knapford. È basato su una locomotiva Manning Wardle and Co. Classe L[31]. È doppiato in Regno Unito da Matt Wilkinson (st.13-18), Steven Kynman (st.20).
- Biffo e Boffo, due locomotive a vapore gemelle gialle e grigie che lavorano sull'Isola Nebbiosa, smistando vagoni di jobi con Ferdinand[32]. Sono basati sulla locomotiva Bear Harbor Lumber Company No.1[33][32]. Sono doppiati in Regno Unito da Matt Wilkinson (Biffo), Keith Wickham (Boffo).
- Ferdinand, un'umile locomotiva che lavora con Biffo e Boffo sull'Isola Nebbiosa. Il suo slogan è "Esattamente!". È basato su una locomotiva Climax Classe C[34]. È doppiato in Regno Unito da Ben Small.
- Sciatto, una locomotiva squadrata verde che lavora alla discarica con Whiff[35]. È basato su una locomotiva industriale Sentinel 9369[35]. È doppiato in Regno Unito da Matt Wilkinson. È doppiato in Italia da Gaetano Lizzio (st.18).
- Belle, una grande locomotiva blu di rodiggio 2-6-4, o Adriatic, che lavora nel Centro di Salvataggio e Soccorso con Harold, Flynn, Captain e Rocky. È dotata di due campane, un fischio e dei cannoni per sparare l'acqua[36]. È basata su una locomotiva British Railways Standard Class 4-2-6-4T. È doppiata in Regno Unito da Teresa Gallagher. È doppiata in Italia da Giovanna Nicodemo.
- Paxton, una locomotiva diesel verde che spesso porta e prende carri di ardesia alla Cava della Montagna Blu. È amico di Sidney. È basato su una locomotiva British Rail Classe 08. È doppiato in Regno Unito da Keith Wickham (st.15), Steven Kynman (st.16-23). È doppiato in Italia da Achille D'Aniello.
- Norman, una locomotiva diesel che si dedica a smistare i vagoni. È parente di Dennis. È basato su una locomotiva British Rail No.11001. È doppiato in Regno Unito da Kerry Shale (st.15), Keith Wickham (st.16-23).
- Den, una grande locomotiva diesel che lavora alle officine di Vicarstown con Dart. È basato su una locomotiva Rolls-Royce C range. È doppiato in Regno Unito da Rupert Degas (st.15), Keith Wickham (st.15-23). È doppiato in Italia da Fabio Gervasi.
- Dart, una piccola locomotiva diesel che lavora alle officine di Vicarstown con Den. È basato sulla locomotiva Bagnall No.3207 "Leys". È doppiato in Regno Unito da Rupert Degas (st.15-16), Steven Kynman (st.17-23).
- Sidney, una locomotiva diesel blu con problemi di memoria. È amico di Paxton e Percy. Spesso traina treni merci sulla terraferma. È basato su una locomotiva British Rail Classe 08. È doppiato in Regno Unito da Kerry Shale (st.15), Bob Golding (st.17-23). È doppiato in Italia da Federico Talocci.
- Flynn, un camion che può stare sia sui binari sia sulla strada[37]. Lavora nel Centro di Salvataggio e Soccorso. È basato su un camion Oshkosh W800 ARFF. È doppiato in Regno Unito da Rupert Degas (st.15-16), Ben Small (st.17), Kerry Shale (st.19), Rob Rackstraw (st.20-23).
- Stafford, una locomotiva elettrica arancione che lavora allo scalo di Knapford. È basato sulla locomotiva NSR Battery-Electric No.1. È doppiato in Regno Unito da Keith Wickham.
- Stephen, una vecchia locomotiva a vapore di legno di rodiggio 0-1-1 che lavora al castello di Ulfstead con Millie; traina treni passeggeri attorno al castello. È basato sulla Locomotiva Rocket dei fratelli George e Robert Stephenson. È doppiato in Regno Unito da Bob Golding. È doppiato in Italia da Fabrizio Russotto (st.17-18), Sacha Pilara (st.19-24).
- Connor, una locomotiva aerodinamica color acquamarina di rodiggio 4-6-4. Traina treni passeggeri da Vicarstown alla terraferma. È basato sulla locomotiva New York Central Hudson. È doppiato in Regno Unito da Jonathan Forbes.
- Caitlin, una locomotiva aerodinamica magenta di rodiggio 4-6-2, o Pacific. Traina treni passeggeri da Vicarstown alla terraferma. È basata su una locomotiva Baltimore and Ohio Classe P-7. È doppiata in Regno Unito da Rebecca O'Mara (st.17-20), Jules de Jongh (st.21-23). È doppiata in Italia da Alessandra Berardi.
- Porter, una locomotiva a vapore color verde veronese di rodiggio 0-6-0. Lavora al porto di Brendam, solitamente smistando i carri. È basato su una locomotiva H.K. Porter Classe 0-6-0ST. È doppiato in Regno Unito da Steven Kynman. È doppiato in Italia da Teo Bellia.
- Timothy, una locomotiva a vapore ad olio che lavora alla cava di caolino con Bill e Ben. È un po' credulone, ed è amico di Marion l'escavatrice[38]. È basato sulla locomotiva Bell Open Cab Oil Burner. È doppiato in Regno Unito da Tim Whitnall. È doppiato in Italia da Alberto Franco.
- Drillo, una locomotiva colombiana verde che finisce per sbaglio sull'isola di Sodor. È basato su una locomotiva Colombian Steam Motor. È doppiato in Regno Unito da Clive Mantle. È doppiato in Italia da Stefano Santerini.
- Marion, un'escavatrice a vapore arancione su rotaia. Lavora alla cava di caolino con Bill, Ben e Timothy. Marion ha ritrovato molte cose scavando, come fossili[39] o un forziere del tesoro. È basato sull'escavatrice Marion Model 40. È doppiata in Regno Unito da Olivia Colman (st.18-22), Lucy Montgomery (st.24). È doppiata in Italia da Rachele Paolelli (st.18), Alessandra Cerruti (st.19-22).
- Samson, una locomotiva a vapore verde petrolio di rodiggio 0-4-0 che lavora sull'isola di Sodor. È vanaglorioso, arrogante e odia i ritardi. Pensa sempre di essere molto bravo, ma a volte combina anche lui qualche pasticcio[40]. Ha un vagone frenatore di nome Bradford. È basato sulla locomotiva Robert Barclay & Co. No.214. È doppiato in Regno Unito da Robert Wilfort. È doppiato in Italia da Fabrizio Russotto (st.18-19), Sergio Luzi (st.22).
- Ryan, una locomotiva a vapore di rodiggio 0-6-2 viola che lavora trainando treni merci sulla linea secondaria di Harwick. È basato su una locomotiva GNR Classe N2. È doppiato in Regno Unito da Eddie Redmayne (Sodor e il tesoro dei pirati), Steven Kynman (st.20-21). È doppiato in Italia da Paolo Vivio (Sodor e il tesoro dei pirati), Lorenzo Vantaggio (st.20-24).
- Skiff, una barca a vela su rotaia bianca e blu che fa tour guidati del porto di Arlesburgh con il capitano Joe. È basato sulla Eastport Pram. È doppiato in Regno Unito da Jamie Campbell Bower. È doppiato in Italia da Teo Bellia.
- Philip, una locomotiva elettrica "boxcab", cioè dalla forma assomigliante a una scatola, che lavora come smistatore alla stazione di Knapford. È basato su una locomotiva Pennsylvania Railroad Classe A6. È doppiato in Regno Unito da Rasmus Hardiker. È doppiato in Italia da Marco Barbato (st.19), Lorenzo Vantaggio (st.20), Flavio Dominici (st.22-24).
- Ashima, una locomotiva a vapore indiana di rodiggio 0-8-2 che ha partecipato al Grande Show delle Locomotive. Proviene da una montagna dei monti Nilgiri[41]. È doppiata in Regno Unito da Tina Desai. È doppiata in Italia da Giò Giò Rapattoni.
- Deviatori Diesel, quattro locomotive diesel che vengono visti smistare vagoni merci sulla terraferma. Uno di questi è nominato nel doppiaggio britannico, ed è chiamato Ulli. Sono basati su una locomotiva British Rail Classe 08. Ulli è doppiato in Regno Unito da John Schwab. È doppiato in Italia da Teo Bellia.
- Gina, una piccola locomotiva a vapore italiana verde[42]. È basata sulla locomotiva FNM 200. È doppiata in Regno Unito da Teresa Gallagher (La grande corsa), Anna Francolini (st.23-24). È doppiata in Italia da Gianna Gesualdo.
- Yong Bao, una locomotiva a vapore cinese rossa. È basato su una locomotiva China Railways RM. È doppiato in Regno Unito da Dan Li (st.22-23), Chris Lew Kumi Hoi (st.24). È doppiato in Italia da Giulio Pierotti.
- Raul, una locomotiva brasiliana[43]. È basato sulla locomotiva SPR Tipo W No. 166. È doppiato in Regno Unito da Federico Trujillo. È doppiato in Italia da Danny Francucci.
- Shane, una grande locomotiva a vapore australiana. È basato su una locomotiva South Australian Railways Classe 520. È doppiato in Regno Unito da Shane Jacobson.
- Rajiv, una locomotiva a vapore blu proveniente dall'India orientale[44]. È basato sulla locomotiva East Indian Railways No.22 "Fairy Queen". È doppiato in Regno Unito da Nikhil Parmar. È doppiato in Italia da Danny Francucci.
- Hugo, un dirigibile su rotaie, unico nel suo genere perché dotato di un'elica. È molto veloce. È basato sullo Schienenzeppelin. È doppiato in Regno Unito da Rob Rackstraw. È doppiato in Italia da Francesco Simone.
- Merlin, una locomotiva sperimentale color argento con tre fumaioli. È basato su una LSWR Classe N15. È doppiato in Regno Unito da Hugh Bonneville. È doppiato in Italia da Giovanni Petrucci (Viaggio oltre i confini di Sodor), Teo Bellia (st.22).
- Lexi, una locomotiva sperimentale azzurra dalla cabina al contrario. È basata sulla locomotiva NPCRR No. 21 "Thomas Stetson". È doppiata in Regno Unito da Lucy Montgomery. È doppiata in Italia da Daniela Abruzzese.
- Theo, una locomotiva sperimentale dal sistema di guida strano e difficile da controllare. È basato su una locomotiva Aveling & Porter Classe TJ. È doppiato in Regno Unito da Darren Boyd. È doppiato in Italia da Marco Briglione.
- Frankie, una locomotiva diesel che lavora alla fonderia della terraferma con Hurricane. È basata sulla locomotiva MSC No. 4002 "Arundel Castle". È doppiata in Regno Unito da Sophie Colquhoun. È doppiata in Italia da Giovanna Nicodemo.
- Hurricane, una locomotiva a vapore di rodiggio 0-10-0 che lavora alla fonderia della terraferma con Frankie. È basato sulla locomotiva GER Classe A55. È doppiato in Regno Unito da Jim Howick. È doppiato in Italia da Gabriele Lopez.
- Shankar, una locomotiva diesel indiana che lavora come smistatore. È basato su una locomotiva TGM23 Class. È doppiato in Regno Unito da Sanjeev Bhaskar. È doppiato in Italia da Gaetano Lizzio (st.22), Dado Coletti (st.23-24).
- Hong-Mei, una locomotiva a vapore cinese che Thomas ha incontrato durante i suoi viaggi. Ha due carrozze chiamate An-An e Yin-Long. È basata su una locomotiva China Railways GJ. È doppiata in Regno Unito da Chipo Chung. È doppiata in Italia da Jessica Bologna.
- Tamika, una locomotiva a vapore australiana che lavora nella foresta pluviale di Kuranda. È basata su una locomotiva SAR Classe SMC. È doppiata in Regno Unito da Rose Robinson. È doppiata in Italia da Mariagrazia Cerullo.
- Noor Jehan, una locomotiva diesel indiana. Porta i passeggeri al safari delle tigri su delle carrozze pitturate come lei. È basata su una locomotiva Indian Railways Classe WDM-2. È doppiata in Regno Unito da Sheena Bhattessa. È doppiata in Italia da Gianna Gesualdo.
- Gabriela, una locomotiva a vapore brasiliana che lavora alla baia di Guanabara. È amica di Cassia, la gru del porto. È basata sulla locomotiva Baroneza II. È doppiata in Regno Unito da Monica Lopera. È doppiata in Italia da Katia Simeoni.
- Lorenzo, una locomotiva a vapore italiana blu. È rimasto bloccato in una miniera per diversi anni, fino a quando Thomas l'ha ritrovato. Ha una carrozza di nome Beppe. È basato su una locomotiva FS 743. È doppiato in Regno Unito da Vincenzo Nicoli. È doppiato in Italia da Dado Coletti.
- Gustavo, una grande locomotiva elettrica blu brasiliana. È basato su una locomotiva elettrica "Little Joe". È doppiato in Regno Unito da Francisco Labbe. È doppiato in Italia da Dado Coletti.
- Marcia e Marcio, due locomotive a vapore a legna che lavorano sulla ferrovia degli eucalipti. Sono basati sulla locomotiva ABPF No.15 "Maria Fumaca". Sono doppiati in Regno Unito da Laura Cucurullo (Marcia) e Federico Trujillo (Marcio). Sono doppiati in Italia da Jessica Bologna (Marcia) e Andrea Lopez (Marcio).
- Sonny, una locomotiva a vapore blu arrivata sull'isola di Sodor con i criminali Baz e Bernie, ma si è successivamente unito alla North Western Railway, dopo la cattura e l'arresto dei due criminali. È basato su una locomotiva dal serbatoio a pozzo (well-tank locomotive) della Haydock Foundry di Haydock. È doppiato in Regno Unito da Joe Swash. È doppiato in Italia da Omar Vitelli.
- Duchessa, una grande locomotiva a vapore color avorio di rodiggio 4-6-2, o Pacific, che lavora sulla terraferma. Si occupa di trasportare la Famiglia Reale. È basata su una locomotiva LMS Classe Coronation. È doppiata in Regno Unito da Rosamund Pike. È doppiata in Italia da Chiara Salerno.

## Locomotive a scartamento ridotto
- Skarloey, la locomotiva a vapore rossa di rodiggio 0-4-2 numero uno della Skarloey Railway. È una locomotiva molto anziana. È basato sulla locomotiva Talyllyn, della Talyllyn Railway. È doppiato in Regno Unito da Keith Wickham. È doppiato in Italia da Stefano Santerini.
- Rheneas, la locomotiva a vapore color vermiglione di rodiggio 0-4-0 numero due della Skarloey Railway. È soprannominata "la locomotiva coraggiosa" per aver salvato la loro ferrovia dalla chiusura. È basato sulla locomotiva Dolgoch, della Talyllyn Railway. È doppiato in Regno Unito da Ben Small (st.16-18), John Hasler (st.20). È doppiato in Italia da Massimo Aresu.
- Sir Handel, la locomotiva a vapore blu di rodiggio 0-4-2 numero tre della Skarloey Railway. Originariamente, lavorava sulla Mid Sodor Railway ed era chiamato Falcon, ma dopo la sua chiusura lui e Stuart, rinominato Peter Sam, vennero acquistati dalla Skaroley Railway. È basato sulla locomotiva Sir Haydn, della Talyllyn Railway. È doppiato in Regno Unito da Keith Wickham. È doppiato in Italia da Lorenzo Vantaggio (st.20).
- Peter Sam, la locomotiva a vapore verde di rodiggio 0-4-2 numero quattro della Skarloey Railway. Originariamente, lavorava sulla Mid Sodor Railway ed era chiamato Stuart, ma dopo la sua chiusura lui e Falcon, rinominato Sir Handel, vennero acquistati dalla Skaroley Railway. Dopo un incidente con dei vagoni di ardesia, ha ricevuto un nuovo fumaiolo. È basato sulla locomotiva Edward Thomas, della Talyllyn Railway. È doppiato in Regno Unito da Steven Kynman. È doppiato in Italia da Fabrizio Russotto (st.18).
- Rusty, la locomotiva diesel arancione numero cinque della Skarloey Railway. Generalmente, svolge lavori di manutenzione e trasporta operai. È basato sulla locomotiva Midlander, della Talyllyn Railway. È doppiato in Regno Unito da Matt Wilkinson.
- Duncan, la locomotiva a vapore gialla di rodiggio 0-4-0 numero sei della Skarloey Railway. Ha origini scozzesi, ed è un gran brontolone. È arrivato sulla ferrovia dopo l'incidente di Peter Sam. È basato sulla locomotiva Douglas, della Talyllyn Railway. È doppiato in Regno Unito da Tom Stourton. È doppiato in Italia da Sergio Lucchetti (st.18), Lorenzo Vantaggio (st.20).
- Freddie, la vecchia locomotiva a vapore di rodiggio 2-6-2, o Prairie, numero sette della Skaroley Railway. Veniva soprannominato Freddie Senza Paura per il suo coraggio. È basato sulla locomotiva Russell, della Welsh Highland Railway.
- Duke, la locomotiva a vapore marrone di rodiggio 0-4-0 numero otto della Skarloey Railway. È una locomotiva molto vecchia. Anche lui lavorava sulla Mid Sodor Railway, ma quando la ferrovia chiuse nessuno lo comprò, perciò venne abbandonato in un deposito. Venne ritrovato da alcuni ricercatori anni dopo, e adesso lavora sulla Skarloey Railway. È basato su una locomotiva Ffestiniog Railway 0-4-0T+T.
- Mighty Mac, una locomotiva a vapore a doppia estremità che lavora sulla Skarloey Railway. Mighty si distingue dal suo ciuffo. Mac si distingue dai lineamenti giovanili. Si potrebbero intendere come gemelli siamesi. È basato su una locomotiva Fairlie.
- Smudger, una locomotiva a vapore della Mid Sodor Railway. Causava danni e continuava a deragliare, perciò venne trasformato in un generatore elettrico. È basato sulla locomotiva Dolgoch.
- Bertram, una vecchia locomotiva a vapore che lavora alle miniere. Viene soprannominato "il Vecchio Guerriero" per il suo coraggio. Lavorava in una miniera, poi abbandonata, e la ferrovia è stata ritrovata e trasformata in un luna park. È basato su una locomotiva Ffestiniog Railway 0-4-0T+T.
- Proteus, una locomotiva a vapore gialla leggendaria che possiede una lampada magica. È basato sulla locomotiva Sir Haydn.
- Victor, la locomotiva a vapore cubana che lavora all'officina della North Western Railway con Kevin la gru[45]. È basato sulla locomotiva Minaz Co., No.1173. È doppiato in Regno Unito da Matt Wilkinson (st.13-16), David Bedella (st.17-24). È doppiato in Italia da Pietro Ubaldi (st.13-14), Fabrizio Russotto (st.18), Sacha Pilara (st.19-24).
- Luke, la locomotiva a vapore verde numero ventidue della Skarloey Railway. Lavora alla Cava della Montagna Blu. È basato sulla locomotiva Kerr Stuart 0-4-0ST Classe Wren No. 4256 "Peter Pan". È doppiato in Regno Unito da Micheal Legge.
- Millie, una locomotiva a vapore azzurra che lavora al castello di Ulfstead. I suoi compiti includono il trasporto del giardiniere e l'accompagnamento dei visitatori in visita alla tenuta. Per questo, ha le sue personali carrozze scoperte. È basata sulla locomotiva Decauville N.8069 "Tabamar". È doppiata in Regno Unito da Miranda Raison. È doppiata in Italia da Simona Chirizzi.

## Locomotive a scartamento minimo
- Rex, la locomotiva a vapore in miniatura verde della ferrovia di Arlesdale. È un leader naturale, ma a volte può essere arrogante. È basato sulla locomotiva River Esk, della Ravenglass & Eskdale Railway. È doppiato in Regno Unito da Tom Stourton. È doppiato in Italia da Gianluca Cortesi.
- Mike, la locomotiva a vapore in miniatura rossa che lavora sulla ferrovia di Arlesdale. Odia trainare treni merci. Una volta ha smarrito il suo fischio dopo aver fischiato troppo forte. È basato sulla locomotiva River Mite, della Ravenglass & Eskdale Railway. È doppiato in Regno Unito da Tim Whitnall. È doppiato in Italia da Marco Briglione.
- Bert, la locomotiva a vapore in miniatura blu che lavora sulla ferrovia di Arlesdale. È basato sulla locomotiva River Irt, della Ravenglass & Eskdale Railway. È doppiato in Regno Unito da Keith Wickham.

## Materiale rotabile
- Vagoni dispettosi, o carri dispettosi, sono dei vagoni che vengono usati per il trasporto merci sulla North Western Railway. Sono soprannominati "vagoni dispettosi" a causa dei loro dispetti e marachelle. Sono doppiati in Regno Unito da Ben Small e Christopher Ragland. Sono doppiati in Italia da Danny Francucci (alcuni).
- Annie e Clarabel, le due carrozze personali color marrone arancio di Thomas. Annie può portare solo passeggeri, mentre Clarabel può caricare anche i bagagli e il capotreno[46]. Sono basate sulle carrozze Stroudley della London, Brighton & South Coast Railway. Sono doppiate in Regno Unito da Teresa Gallagher. Sono doppiate in Italia da Emilia Costa (Annie), Rachele Paolelli (Clarabel, st.18), e Anna Cugini (Clarabel, st.19-24).
- Henrietta, la carrozza personale di Toby. È basata su una carrozza della Wisbech & Upwell Tramway. È doppiata in Regno Unito da Maggie Ollerenshaw. È doppiata in Italia da Alessandra Bellini.
- Toad, il leale vagone di frenaggio di Oliver che venne salvato dalla rottamazione da Douglas. È basato sul vagone di frenaggio GWR 16 Ton Break Van "Toad". È doppiato in Regno Unito da Joe Mills. È doppiato in Italia da Sacha Pilara.
- S.C.Ruffey, un crudele carro dispettoso, ha il ruolo di capobanda tra gli altri vagoni. Oliver l'ha distrutto, ma è riuscito a sopravvivere. È basato su un normale vagone aperto a 7 assi.
- Vecchia carrozza lenta, una carrozza passeggeri abbandonata che venne trovata da Thomas e Percy e riutilizzata come baracca per gli operai. È basata su una carrozza Diagram E39 Falmouth Coupe Tri Brake Coach.
- Rocky, una gru da soccorso rossa che viene utilizzata per soccorrere le locomotive quando deragliano. Fa parte del Centro di Salvataggio e Soccorso di Sodor. È basato su una gru a vapore Ransomes & Rapier[47]. È doppiato in Regno Unito da Matt Wilkinson.
- Hector, un grande vagone pesante che all'inizio è abbastanza antagonistico, ma si rivela gentile. È amico di Thomas e James. È basato su un vagone Imperial Chemical Industries Bogie Hopper Wagon.
- Carrozze autosganciabili, tre carrozze autosganciabili della Great Western Railway. Duck le utilizza sulla sua linea secondaria. Sono basate sulle vere carrozze autosganciabili della Great Western Railway. Sono doppiate in Regno Unito da Jonathan Broadbent, Rebecca O'Mara e Steven Kynman.
- Judy e Jerome, due gru di soccorso verdi. All'inizio erano parcheggiate a Knapford, ma vennero spostate allo scalo merci di Arlesburgh, per andare a soccorrere nella zona ovest di Sodor. Sono basati sulle gru Cowans Sheldon 30 Ton Breakdown Cranes. Sono doppiati in Regno Unito da Teresa Gallagher (Judy) e Tim Whitnall (Jerome). Sono doppiati in Italia da Deborah Ciccorelli (Judy).
- Bradford, un vagone di frenaggio rigoroso e senza scrupoli. Lavora con Samson. È basato su un LMS 20 Ton Brake Van. È doppiato in Regno Unito da Rob Rackstraw. È doppiato in Italia da Vladimiro Conti (st.19), Marco Gargiulo (st.22).
- An-An e Yin-Long, due carrozze cinesi che lavorano con Hong-Mei. Sono basate sulle carrozze Stroudley della London, Brighton & South Coast Railway. Sono doppiate in Regno Unito da See-see Hung (An-An) e Winson Long (Yin-Long). Sono doppiate in Italia da Mariagrazia Cerullo (An-An) e Michele Botrugno (Yin-Long).
- Aubrey ed Aiden, le due carrozze di Shane. Thomas le ha incontrate in Australia. Sono basate su delle carrozze Pullman First Class Parlour Cars. Sono doppiate in Regno Unito da Genevieve McCarty (Aubrey) e Tim Bain (Aiden). Sono doppiate in Italia da Lavinia Paladino (Aubrey) e Giulio Pierotti (Aiden).
- Dexter, una vecchia carrozza abbandonata che venne salvata da Duck e trasformata in una classe per i bambini. È basato su una carrozza Stroudley della London, Brighton & South Coast Railway. È doppiato in Regno Unito da Mark Moraghan. È doppiato in Italia da Valerio Massari.
- Beppe, la piccola carrozza personale di Lorenzo. È basato sulla carrozza personale del sultano ottomano Abdul Aziz. È doppiato in Regno Unito da Vincenzo Nicoli. È doppiato in Italia da Danny Francucci.

## Veicoli non-ferroviari
- Terence, un trattore a cingoli che solitamente lavora nei campi lungo la linea secondaria di Thomas o alla fattoria del fattore McColl. Terence veniva insultato da Thomas per i suoi cingoli, ma Thomas si ricrederà e si scuserà con lui quando il trattore lo salva da un cumulo di neve. È basato su un trattore Caterpillar Model 70. È doppiato in Regno Unito da Tom Stourton.

- Bertie, una corriera che lavora sull'isola di Sodor. Si diverte a gareggiare con Thomas, e i due sono grandi amici[48]. È basato su una corriera Leyland Tiger. È doppiato in Regno Unito da Rupert Degas (st.15-16), Keith Wickham (st.17-24). È doppiato in Italia da Domenico Strati (st.17), Achille D'Aniello (st.18), Francesco Simone (st.19-24).
- Trevor, il trattore a vapore guidato da Jem Cole, residente nella canonica di Wellsworth. È basato sul trattore William Foster & Co. Traction Engine No.14593. È doppiato in Regno Unito da Nigel Pilkington.
- Harold, un elicottero bianco e rosso che adora sorvolare sull'isola di Sodor[49]. Una volta ha gareggiato con Percy, e ha perso. Fa parte della Squadra di Salvataggio e Soccorso. È basato sull'elicottero Sikorsky S-55. È doppiato in Regno Unito da Keith Wickham. È doppiato in Italia da Teo Bellia.
- Big Mickey, una gru a torre grigia del porto di Brendam. Il suo modello proviene dalla serie Tugs, a cui hanno lavorato i produttori de Il trenino Thomas. Nella stagione 21, inedita in Italia, ha ricevuto una faccia. È basato su una gru USN 20t Tower Crane. È doppiato in Regno Unito da Rob Rackstraw.
- Bulgy, un autobus a due piani che odia le ferrovie. La sua ideologia è quella di distruggere le ferrovie e sostituirle con strade. È basato su un autobus AEC Regent III. È doppiato in Regno Unito da Colin McFarlane. È doppiato in Italia da Marco Gargiulo.
- George, un rullo compressore a vapore verde; anche lui ha l'ideologia di Bulgy. È antipatico. È basato su un rullo compressore Aveling-Barford Classe R.
- Caroline, l'automobile di un giocatore di cricket del club di cricket di Elsbridge. Tende a surriscaldarsi se va ad alta velocità. È basata su un'automobile Morris Oxford Bullnose Saloon.
- Bulstrode, una barca maleducata che, dopo un incidente con dei carri, è stata messa su una spiaggia e trasformata in un'attrazione per bambini.
- Cranky, una gru a torre verde oliva burbera che lavora al porto di Brendam[50]. È basato su una normale gru a torre. È doppiato in Regno Unito da Matt Wilkinson. È doppiato in Italia da Fabio Gervasi.
- Butch, un carro attrezzi giallo e blu marino che lavora sull'isola di Sodor. Fa parte della Squadra di Salvataggio e Soccorso del Centro di Salvataggio e Soccorso di Sodor. È basato su un carro attrezzi Scammell Constructor. È doppiato da Rupert Degas (st.15), Matt Wilkinson (st.16-20).
- Gli Odiosi Camion, tre odiosi autocarri che furono incredibilmente maleducati con le locomotive. Dopo una serie d'incidenti, vennero cacciati. Sono basati su degli autocarri Foden OG.
- Farfalla Tigre, un biplano rosso e giallo. È basato sul Nieuport 17.
- Elizabeth, una vecchia camionetta a vapore, precedentemente utilizzata da Sir Topham. È basata su una camionetta Sentinel DG4.
- Jeremy, un aereo a reazione che abita all'aeroporto di Sodor. È l'unico aereo dell'isola ad avere un nome[51]. È basato su un BAC One-Eleven.
- Madge, un autocarro dal muso camuso che lavora sulla Skarloey Railway. È basato su un autocarro Scammell Scarab.
- Colin, una gru verde simpatica[52] che lavora al molo della Skarloey Railway. È amico di Freddie.
- Kevin, un autogrù giallo che lavora all'officina con Victor. È basato su una gru Ransomes & Rapier[53]. È doppiato in Regno Unito da Matt Wilkinson (st.13-21), Kerry Shale (st.22-23). È doppiato in Italia da Laura Amadei.
- Captain, una scialuppa di soccorso blu e gialla della guardia costiera che lavora nel Centro di Salvataggio e Soccorso. È basato sulle barche classe Liverpool, della Royal National Lifeboat Institution. È doppiato in Regno Unito da Keith Wickham.
- Merrick, una gru ad incastellatura rossa. È pigro e dormiglione, e lavora alla Cava della Montagna Blu. È basato su una normale gru ad incastellatura. È doppiato in Regno Unito da Matt Wilkinson.
- Owen, un mezzo che viene utilizzato per sollevare i carri su una pendenza della Cava della Montagna Blu. È basato sulla Dinorwic Slate Quarry Incline. È doppiato in Regno Unito da Ben Small (st.16-18), Rob Rackstraw (st.23-24).
- Reg, una gru su rotaia che lavora al deposito rottami di Crocks, sulla linea secondaria di Edward. È doppiato in Regno Unito da Tim Whitnall. È doppiato in Italia da Fabio Gervasi (st.18).
- Beresford, una gru su rotaia blu che lavora sulla terraferma. È basato su una gru Stothett & Pitt Rolling Gantry Crane. È doppiato in Regno Unito da Colin McFarlane. È doppiato in Italia da Dado Coletti.
- Carly, una gru su rotaia gialla che arrivò al porto di Brendam per aiutare Cranky e Big Mickey. È basata su una gru portuale dal portale a quattro bracci. È doppiata in Regno Unito da Lucy Montgomery. È doppiata in Italia da Lavinia Paladino.
- Ace, un'auto da rally australiana che aiuta Thomas nei suoi viaggi intorno al mondo. È basata su una Triumph Spitfire. È doppiato in Regno Unito da Peter Andre. È doppiato in Italia da Marco Briglione (Un mondo di avventure), Tony Sansone (st.24).
- Isla, un'aeroambulanza che lavora con la dottoressa Claire. Fa amicizia con Thomas. È basata su un Beechcraft Super King Air. È doppiata in Regno Unito da Rachael Miller. È doppiata in Italia da Alessandra Berardi.
- Ester, una piccola escavatrice che lavora per la Compagnia delle Costruzioni italiana. Non ha una base, però assomiglia a normali escavatori. È doppiata in Regno Unito da Flaminia Cinque. È doppiata in Italia da Lilli Manzini.
- Stefano, una grande nave da carico siciliana che possiede anche delle ruote, permettendogli di andare sull'acqua e sulla terraferma. È basato su un LARC 15. È doppiato in Regno Unito da Antonio Magro. È doppiato in Italia da Fabio Gervasi.
- Cleo, una locomotiva stradale costruita dall'ingegnere Ruth, utilizzando parti di locomotive e di automobili, conferendogli un aspetto insolito. È basata sull'Unique Futuristic Steam Train, un progetto di treno che può andare sia sulle rotaie che sulle strade, disegnato da Ricardo Chamizo. È doppiata in Regno Unito da Harriet Kershaw. È doppiata in Italia da Laura Croccolino.

### Squadra di Costruzioni di Sodor
Nella sesta stagione, vennero introdotti dei nuovi personaggi, definiti in inglese "the Pack". Vennero sviluppati dall'allora produttore della serie Phil Fehrle, con l'intenzione di creare uno spin-off simile al rivale de Il trenino Thomas, Bob aggiustatutto. Lo spin-off venne filmato con la settima stagione e rilasciato in DVD nel 2006. In Italia, e in tutto il mondo tranne che in Regno Unito, Stati Uniti, Canada, Australia, Germania e Paesi Bassi, è inedito. I personaggi vengono elencati in ordine di numero.
- Nelson, l'autocarro pesante nero numero dieci della Squadra di Costruzioni. Il suo lavoro è quello di trasportare operai e mezzi di costruzione da e verso i lavori. È basato su un autocarro Scammell.
- Jack, la pala caricatrice rossa numero undici della Squadra di Costruzioni. Anche se è una pala caricatrice, assomiglia ad un trattore. È basato su un Nuffield Universal 4. È doppiato in Regno Unito da Steven Kynman. È doppiato in Italia da Fabio Telesca (Il re dei binari-Sodor e il tesoro dei pirati), Sergio Luzi (st.22).
- Alfie, l'escavatore verde numero dodici della Squadra di Costruzioni. È un grande amico di Jack. È basato su un escavatore K1C10&K del 1960. È doppiato in Regno Unito da Nathan Clarke (st.19-20), Tom Stourton (st.23). È doppiato in Italia da Gianluca Cortesi (Sodor e il tesoro dei pirati), Valerio Massari (st.22).
- Oliver, il grande escavatore numero quattordici della Squadra di Costruzioni. Può scavare, ma può anche demolire edifici se gli si viene montata la palla da demolizione. È basato su un escavatore 235. È doppiato in Regno Unito da Tim Whitnall. È doppiato in Italia da Teo Bellia (Sodor e il tesoro dei pirati), Marco Gargiulo (st.22).
- Max e Monty, i mezzi d'opera gemelli, rispettivamente numeri quindici e sedici della Squadra di Costruzioni. Sono basati su dei mezzi d'opera Scammell Mountaineer. Sono doppiati in Regno Unito da Tim Whitnall (Max) e Rasmus Hardiker (Monty). Sono doppiati in Italia da Fabio Gervasi (Max, st.20), Stefano Bianchini (Max, st.22), Valerio Massari (Monty).
- Kelly, l'autogrù numero diciassette della Squadra di Costruzioni. È il più vecchio membro della squadra, e apparteneva alla sorella di Miss Jenny. È basata su un Thorncroft Amazon Amazon Coles Crane lorry.
- Byron, il bulldozer numero diciotto della Squadra di Costruzioni. È basato su un Caterpillar D9.
- Ned, l'escavatore a vapore numero diciannove della Squadra di Costruzioni. È basato su un escavatore a vapore Brownings.
- Isabella, l'autocarro a vapore giallo numero 22 della Squadra di Costruzioni. Assomiglia molto ad Elizabeth. È basata su un autocarro Sentinel GD4.
- Patrick, la betoniera numero 23 della Squadra di Costruzioni. È basato su una betoniera Mack NM.
- Brenda, il bulldozer blu numero 24 della Squadra di Costruzioni. Lei e Darcy sono arrivate nella ventitreesima stagione. È basata su un Caterpillar D9. È doppiata in Regno Unito da Teresa Gallagher. È doppiata in Italia da Giovanna Nicodemo.
- Buster, il rullo compressore rosso della Squadra di Costruzioni. Assomiglia al rullo compressore George. È basato su un Aveling & Porter R10.
- Darcy, la talpa meccanica della Squadra di Costruzioni. Lei e Brenda sono arrivate nella ventitreesima stagione. È basata su una fresa meccanica ad attacco puntuale. È doppiata in Regno Unito da Harriet Kershaw. È doppiata in Italia da Deborah Ciccorelli.